# Panagiotis Pikrammenos
Panagiotis Pikrammenos (Græsk: Παναγιώτης Πικραμμένος) (født 26. juli 1945) er en græsk jurist og dommer, som var Grækenlands premierminister fra 17. maj 2012 til 17. juni 2012.
Som følge af det kaos, der opstod i kølvandet på det græske parlamentsvalg den 6. maj 2012 blev Pikrammenos den 17. maj 2012 indsat som leder af en teknokratregering, da forhandlingerne om at danne en politisk regering blev opgivet. Hans regering afløste den hidtidige teknokratregering under ledelse af Loukas Papademos.